# Трояска
Трояска — гора в центральной части массива Свидовец (Украинские Карпаты, в пределах Раховского района Закарпатской области). Высота — 1702 м. До высоты 1400 м — хвойные и буковые леса, криволесье, выше — полонины. Восточные и северо-западные склоны горы крутые, южные — пологие.
С севера к горе прилегает седловина, простирающаяся до горы Татаруки (1707 м). Западнее Трояска расположена гора Унгаряска (1707 м), на восток — озеро Апшинец к юго-востоку — гора Догяска(1761 м). Северо-восточнее Трояски в долине реки Апшинец лежит Апшинецкий заказник.
Под вершиной Трояска (с южной стороны) проходит популярный туристический маршрут «Вершины Свидовец» — от посёлка Ясиня до посёлка Усть-Чорна (или в обратном направлении), а также ответвления (на север) этого маршрута — через гору Татаруку к перевалу Околе  (1193 м).
Ближайший населённый пункт: село Чёрная Тиса.